# Ель-Хаур
Ель-Хаур (араб. الخور) — місто на березі Перської затоки в північній частині Катару за 50 км на північ від столиці країни Дохи. Ель-Хаур — столиця однойменного муніципалітету. Населення 31 547 осіб (на 2008 рік).
Назва міста перекладається з перської мови як «затока» через своє розташування. Ель-Хаур служить місцем проживання та роботи для багатьох робітників нафтової промисловості через близьке розташування міста до нафтових та газових полів Катару.

## Історія
Ель-Хаур керувався племенем Аль-Моханаді до здобуття незалежності Катаром в 1971 році. Вважається, що плем'я Аль-Моханаді утворилось в XVIII столітті. Плем'я складається з 7 бедуїнських родів. Та в нинішній час більшість містян Ель-Хаура належить до цього племені.

## Опис
Ель-Хаур відомий своїм Al-Sultan beach hotel & resort, палацом, перетвореним на готель, а також більшою концентрацією сучасних та історичних мечетей. Головною економічною галуззю міста служить рибальство. Наявність декількох прекрасних пляжів в околицях Ель-Хаура сприяє будівництву тут резиденцій як жителів самого міста, так і резидентів з столичної Дохи.

## Галерея

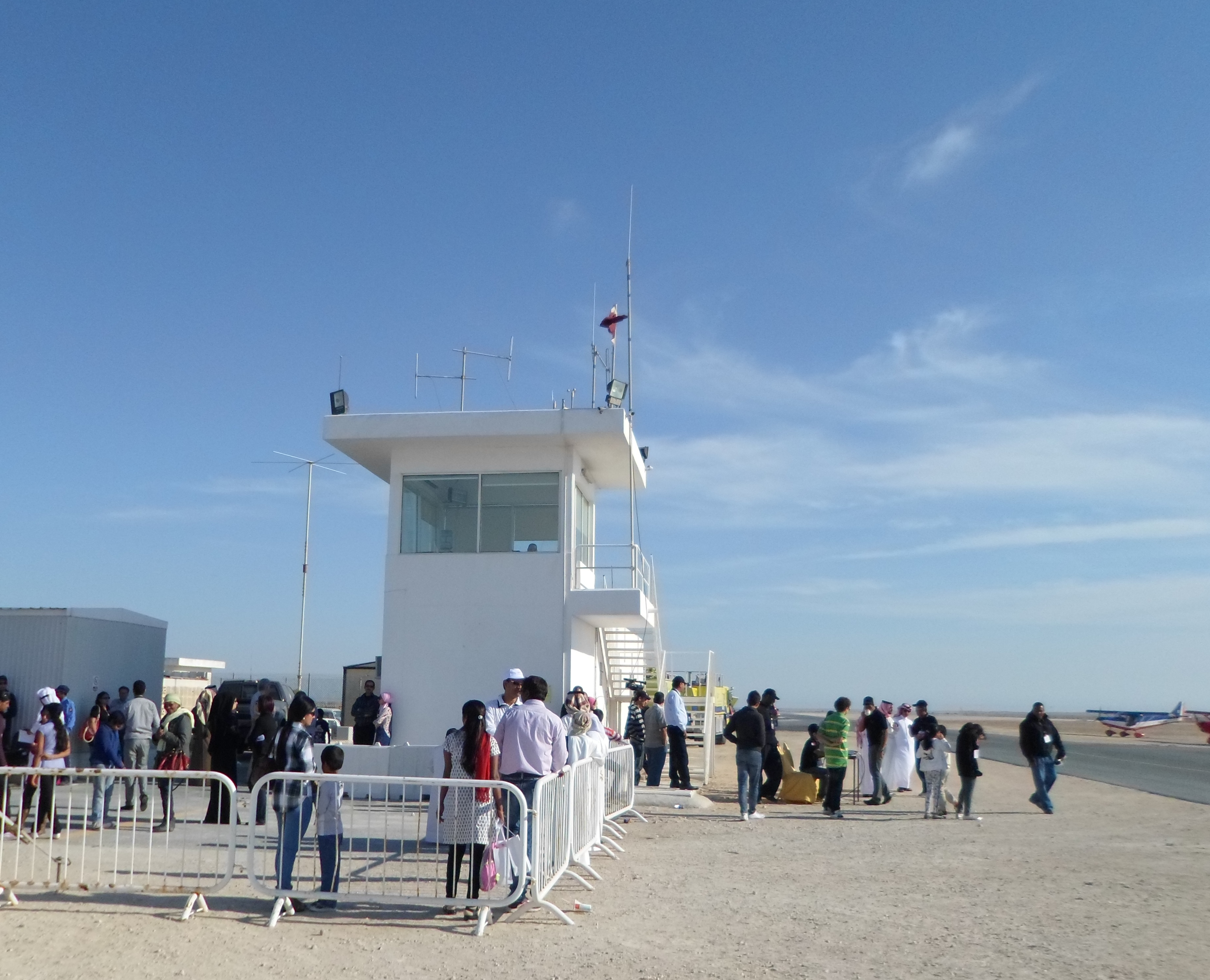
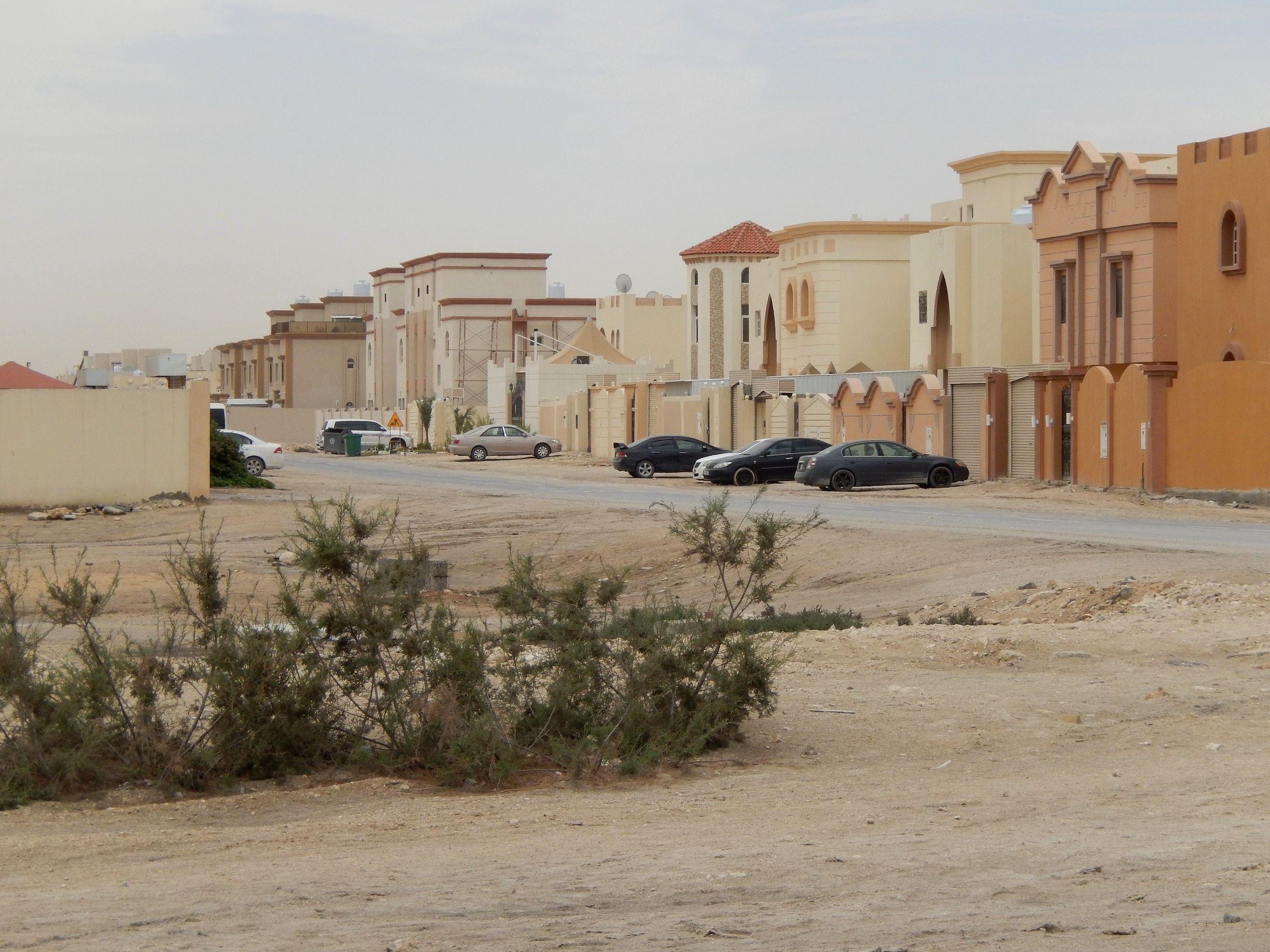
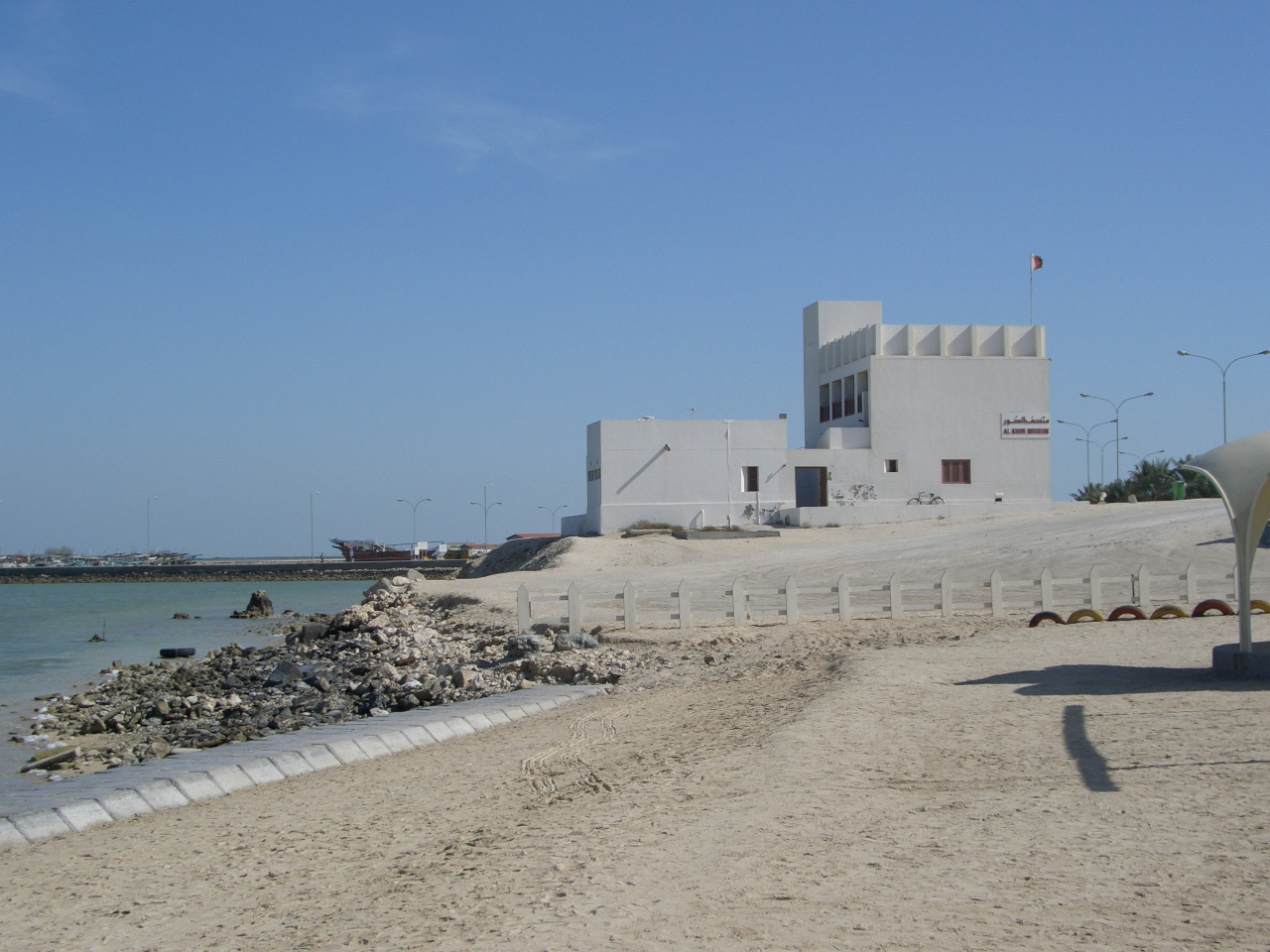
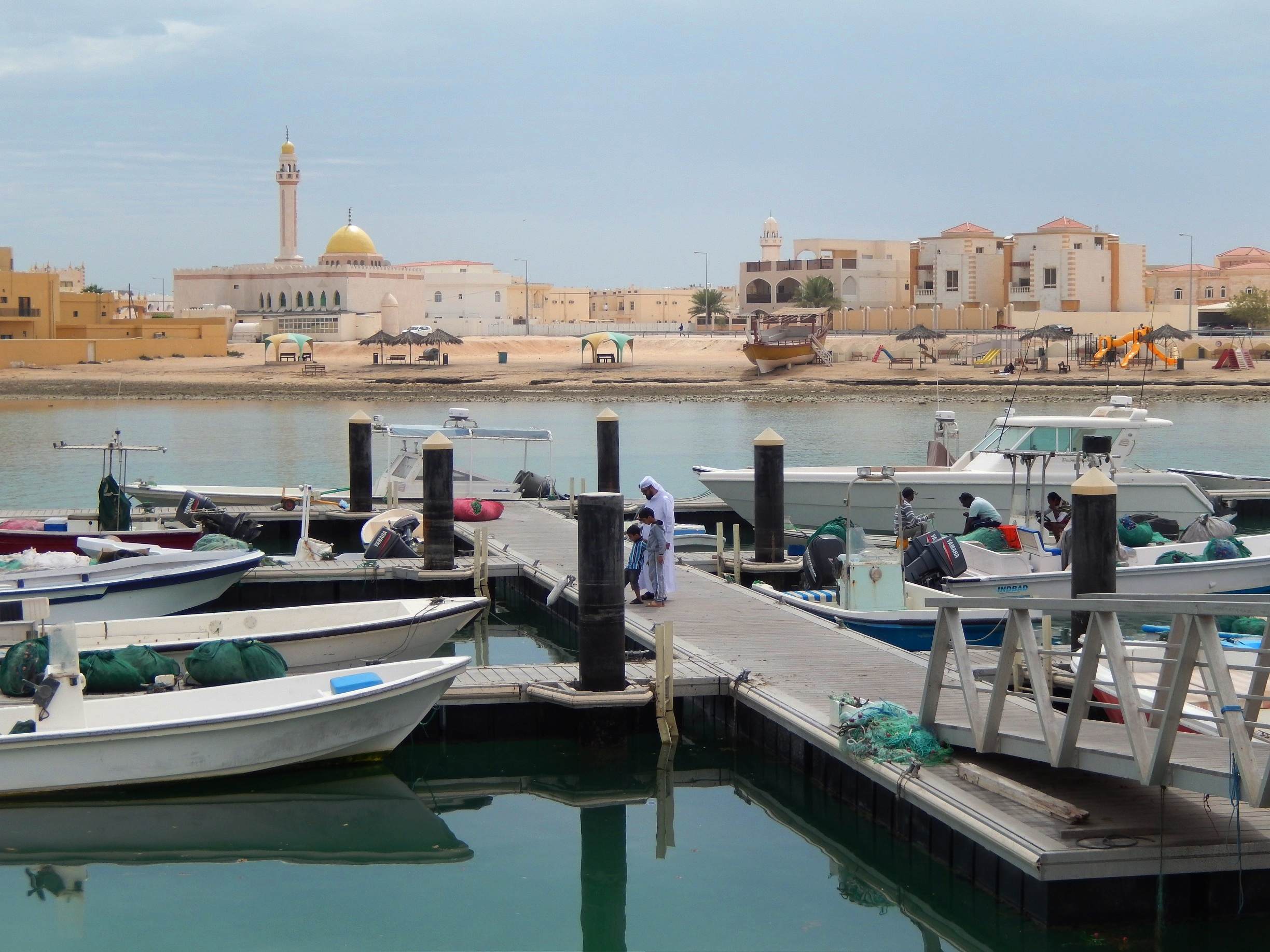